# 碧南市民図書館
碧南市民図書館（へきなんしみんとしょかん）は、愛知県碧南市鶴見町の「へきなん芸術文化村」にある公共図書館。
1912年（大正元年）に設立された新川尋常高等小学校附設新川町立新川文庫を前身とし、1948年（昭和23年）に碧南市立図書館が開館した。1962年（昭和37年）には青年会館に、1969年（昭和44年）には源氏神明町に移転している。1991年（平成3年）に碧南市民図書館に改称し、1993年（平成5年）には碧南市民図書館と碧南市芸術文化ホールで構成される「へきなん芸術文化村」に現行館が開館した。

## 歴史

### 碧海郡新川町

#### 新川文庫(1912-1948)

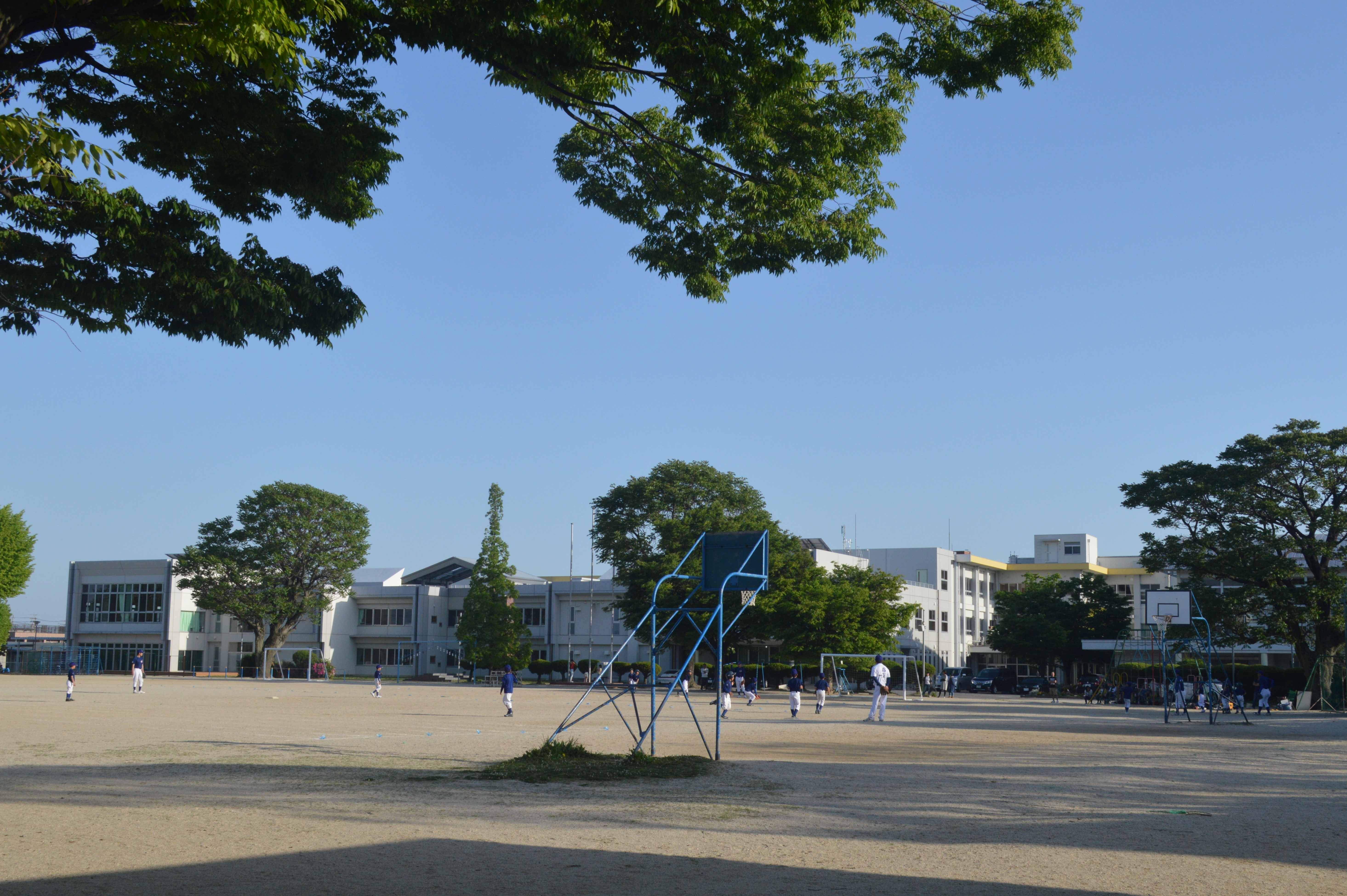
碧南市立新川小学校（旧・新川尋常高等小学校）

1911年（明治44年）、新川尋常高等小学校の板倉松太郎校長は新川町の岩田以手紙町長に対して文庫設立の許可を求めた。1912年（大正元年）11月1日、新川尋常高等小学校附設新川町立新川文庫が設置され、板倉が校長と文庫長を兼任した。板倉の死後には板倉の蔵書が新川文庫に寄贈されて内容が充実した。1925年（大正14年）時点で新川文庫は6,588冊の蔵書を有していた。年間の経費は544円であり、うち350円を図書購入費に充てていた。1924年（大正13年）の閲覧人員は1358人であり、1日平均5.2人だった。

### 碧南市

#### 新川支所時代(1948-1962)

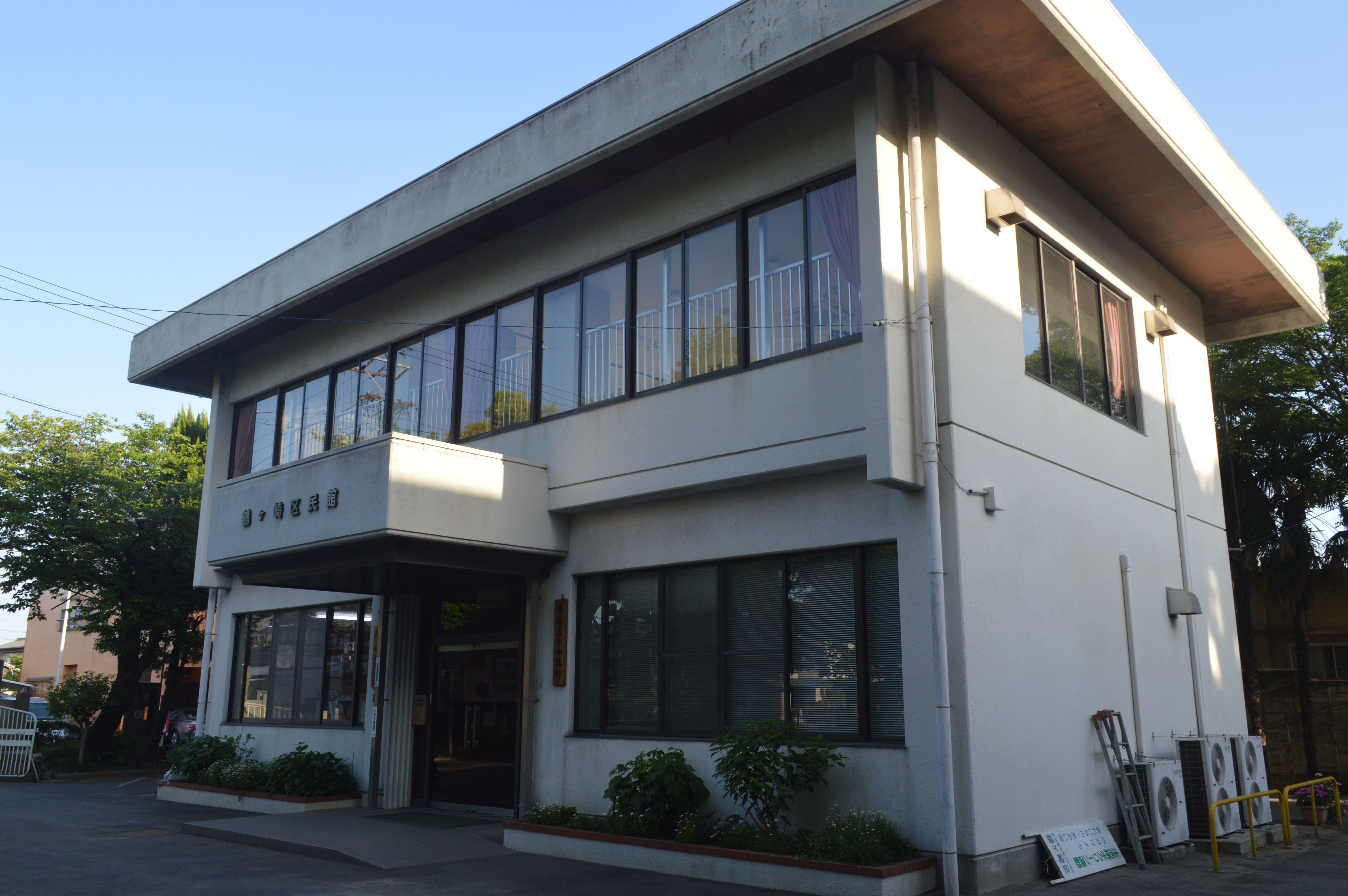
碧南市役所新川支所の跡地に建つ鶴ヶ崎区民館

1948年（昭和23年）9月15日には、碧海郡新川町・大浜町・棚尾町・旭村の3町1村が合併して碧南市が誕生した。これを機に、碧南市は新川町立新川文庫を母体に碧南市立図書館を設立。碧南市字山神15（現・山神町）の碧南市役所新川支所に図書館を置き、9月24日には連合国軍最高司令官総司令部(GHQ)愛知軍政部のマギー少佐が臨席して開館式を行った。なお、当時の碧南市役所新川支所は山神社の南側にあり、現在は鶴ヶ崎区民館・鶴ヶ崎区民センターが建っている。1949年（昭和24年）7月1日には碧南市立図書館閲覧料徴収条例を制定した。
1950年（昭和25年）には公共図書館について規定する図書館法が施行されており、碧南市は同年12月26日に図書館法に基づく碧南市立図書館設置条例を制定している。1951年（昭和26年）5月26日には閲覧料を廃止している。1954年（昭和29年）4月1日から保証金を支払って館外貸出を行えるようにした。
碧南市立図書館時代の開館時間は、1月から3月、10月から12月が「9時-16時30分」であり、4月から9月が「8時30分-17時30分」だった。休館日は、毎週金曜日・祝日・毎月末日・年末年始・夏季の曝書期・創立記念日である毎年9月15日だった。学生は100円、一般は200円の保証金を納付することで図書を携出閲覧することができ、5日間まで館外閲覧ができた。館内にはCIE図書室が併設された。1961年（昭和36年）9月には読書感想文コンクールを初開催しており、以後は1998年（平成10年）まで毎年継続して開催した。

#### 青年会館時代(1962-1969)
1962年（昭和37年）4月10日、源氏神明町の中山公園内に建設された青年会館に新築移転。当時としては郊外といえる場所であり、愛知県立碧南高校に近かったことから、児童の利用者が減少した一方で、高校生・大学生の利用者が増加した。1964年（昭和39年）10月1日には複写サービスを開始した。1968年（昭和43年）3月23日には館外貸出の保証金制度を身分制度に改めたが、身分制度は新館移転後の1973年（昭和48年）4月1日に廃止している。1969年（昭和44年）6月1日には貸出方式をニューアーク方式からブラウン方式に改めた。

#### 源氏神明町時代(1969-1993)

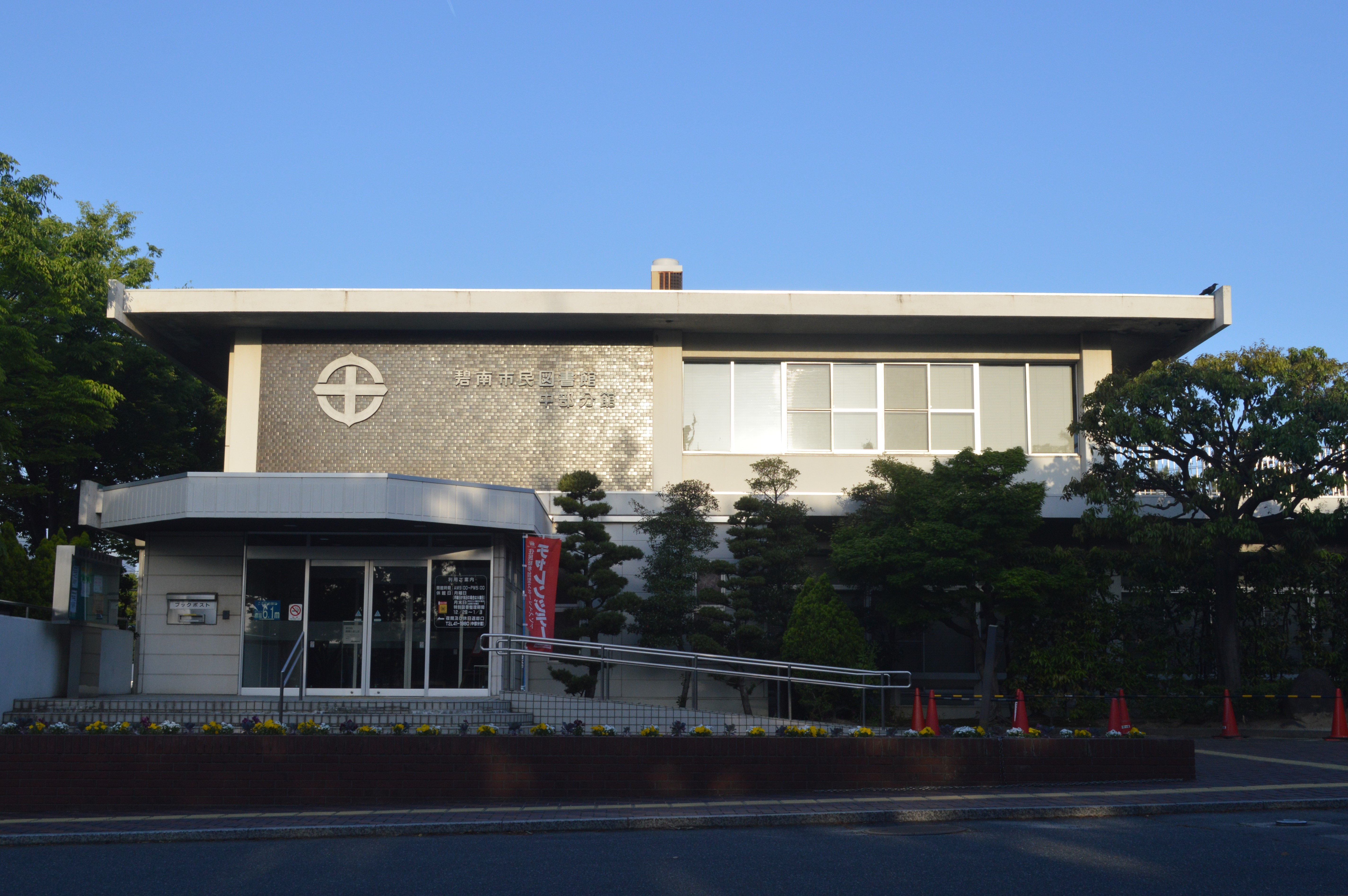
1969年から1993年までの図書館（現・碧南市民図書館中部分館）

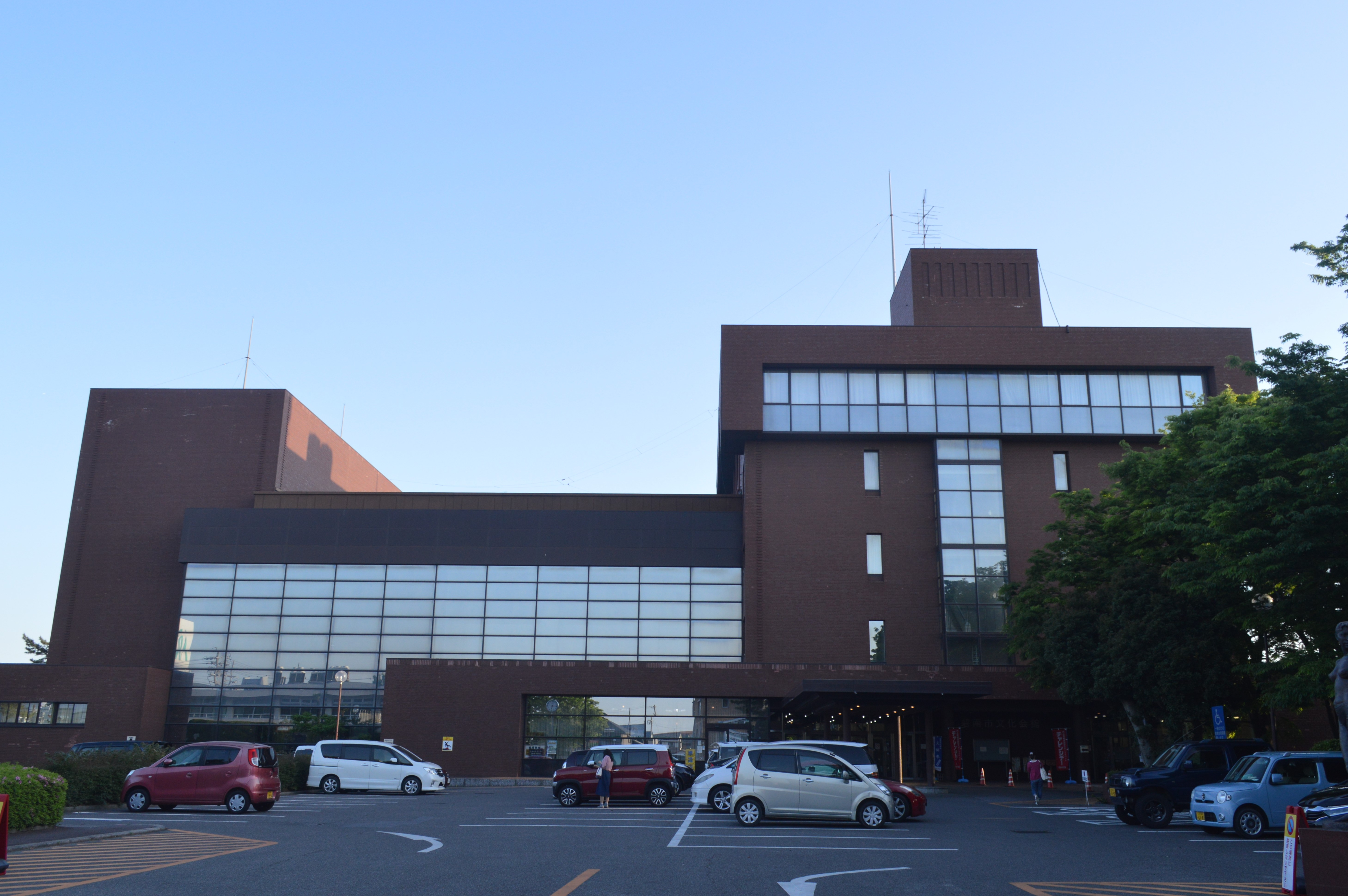
隣接地にある碧南市文化会館

1968年（昭和43年）の碧南市制20周年の記念事業として、源氏神明町に図書館の建設が計画された。1969年（昭和44年）11月18日に碧南市立図書館の単独館が竣工した。総事業費は8067万4000円。開館当初から冷暖房設備を完備していた。
1971年（昭和46年）には特許庁から産業資料センターとしての指定を受けて、西三河地方で初めて特許公報類公開閲覧所が開設されている（1980年4月25日廃止）。1972年（昭和47年）4月1日には図書の予約サービスを開始した。1977年（昭和52年）4月1日には児童室の開室時間を「13時から」に変更した。1981年（昭和56年）6月には貸出冊数をそれまでの3冊から「5冊」に、1991年（平成3年）7月にはそれまでの5冊から「図書10冊・雑誌5冊・視聴覚資料5点」とした。
1991年（平成3年）7月1日には新館への移転を前にして、碧南市立図書館という名称を碧南市民図書館に改称した。翌日の7月2日には、塩浜町の南部市民プラザに碧南市民図書館南部分館を設置している。南部分館には開館当初からコンピュータが導入されており、本館とコンピュータシステムで結ばれている。1995年（平成7年）4月には衣浦東部5市（碧南市・刈谷市・安城市・知立市・高浜市）の在住・在勤・在学者に対する広域貸出を開始した。1997年（平成9年）にはコンピュータシステムが改善され、碧南市公共施設予約システムと結合したことによって、市内の主要な公共施設の端末から蔵書検索が可能となった。1970年度（昭和45年度）の登録者数は人口の4.5%だったが、1995年度（平成7年度）には36.4%となった。1992年（平成4年）の1人あたり貸出冊数は4.4冊だったが、1996年（平成8年）には8.5冊となった。

#### へきなん芸術文化村時代(1993-)
| 碧南市民図書館の蔵書点数 | 碧南市民図書館の蔵書点数 | 碧南市民図書館の蔵書点数 | 碧南市民図書館の蔵書点数 | 碧南市民図書館の蔵書点数 |
| ------------------------ | ------------------------ | ------------------------ | ------------------------ | ------------------------ |
| 年度                     |                          |                          |                          | 点数                     |
| 1970                     | 1970                     |                          | 29,784                   | 29,784                   |
| 1975                     | 1975                     |                          | 52,197                   | 52,197                   |
| 1980                     | 1980                     |                          | 69,445                   | 69,445                   |
| 1985                     | 1985                     |                          | 103,862                  | 103,862                  |
| 1990                     | 1990                     |                          | 138,192                  | 138,192                  |
| 1995                     | 1995                     |                          | 306,159                  | 306,159                  |

| 碧南市民図書館の貸出点数 | 碧南市民図書館の貸出点数 | 碧南市民図書館の貸出点数 | 碧南市民図書館の貸出点数 | 碧南市民図書館の貸出点数 |
| ------------------------ | ------------------------ | ------------------------ | ------------------------ | ------------------------ |
| 年度                     |                          |                          |                          | 点数                     |
| 1970                     | 1970                     |                          | 50,563                   | 50,563                   |
| 1975                     | 1975                     |                          | 75,894                   | 75,894                   |
| 1980                     | 1980                     |                          | 94,569                   | 94,569                   |
| 1985                     | 1985                     |                          | 142,096                  | 142,096                  |
| 1990                     | 1990                     |                          | 176,151                  | 176,151                  |
| 1995                     | 1995                     |                          | 585,925                  | 585,925                  |

1988年（昭和63年）11月には碧南市立図書館兼コミュニティセンター建設計画検討委員会が設置され、1989年（平成元年）8月にはコミュニティセンター建設構想が策定された。構想コンペによって設計委託業者を決定。碧南市民図書館と碧南市芸術文化ホールの総称である「へきなん芸術文化村」は、碧南市制45周年記念事業として1993年（平成5年）7月17日に竣工（開村）した。用地取得費を含む総工費は約75億円。
開館時の蔵書数は、一般書が136,395冊、児童書が27,317冊、地域資料が7,864冊、視聴覚資料が5,032点、新聞が約30紙、雑誌が約200誌だった。7月17日の開館から10月末までの入館者数は114,935人、貸出冊数は一般書が56,722冊、児童書が57,649冊、地域資料が135冊、視聴覚資料が22,648点、雑誌が3,998冊だった。
1995年度（平成7年度）末の蔵書数は、本館が214,215点、南部分館が50,254点、中部分館が25,960点、公民館図書室が15,730点だった。1995年度の貸出点数は、本館が390,569点、南部分館が87,896点、中部分館が54,550点、公民館図書室が7,545点などだった。1995年（平成7年）10月25日には日本図書館協会による第11回日本図書館協会建築賞を受賞した。
1998年（平成10年）4月1日には平日の開館時間を「19時まで」とし、2000年（平成12年）1月1日には土日と被る場合のみ月末日の休館日を前日にずらした。2001年（平成13年）2月1日には館内に利用者インターネット用パソコンを設置し、同年4月には公式ウェブサイトを開設。2002年（平成14年）3月にはインターネット上での蔵書検索サービスを開始した。2003年（平成15年）11月11日にはインターネット及び蔵書検索機(OPAC)からの予約サービスを開始した。2006年（平成18年）4月には「子どもの読書活動優秀実践図書館」として文部科学大臣表彰を受けた。
2013年（平成25年）11月21日には総入館者数500万人を達成した。2014年（平成26年）7月には西尾市と半田市の在住・在勤・在学者への広域貸出を開始した。2015年（平成27年）7月には国立国会図書館デジタル化資料送信サービスを導入した。

## 施設

### 碧南市民図書館
「へきなん芸術文化村」は名鉄三河線北新川駅から徒歩5分の場所にある。敷地の中央には円形階段と池があり、これらを中心として碧南市民図書館と碧南市芸術文化ホールが向かい合っている。碧南市民図書館は外壁にガラスを多用した現代的な外観であり、上空から見ると扇型をしている。鉄骨鉄筋コンクリート造であり、地下1階・地上2階建である。蔵書収容能力は40万冊。碧南市民図書館の延床面積は4,237.11m2であり、碧南市芸術文化ホールの延床面積は4,725.21m2である。
1階は一般のフロアであり、一般開架、レファレンスコーナー、AVラウンジ、新聞・雑誌コーナーがある。2階は児童のフロアであり、児童開架、おはなしのへや、ボランティア・読書会室、ギャラリーがある。地下1階には25万冊収容の閉架書庫がある。1993年（平成5年）の開館時から、世界的名画の複製絵画の貸出、日本や世界の珍しいおもちゃの貸出などを行っている。読書席が充実しており、開架書架を取り囲むように机やソファなどが配置されているほか、また和室・社会人専用室なども用意されている。一般書も児童書も、貸出返却処理は1階の中央サービスデスクに集約している。中央サービスデスクのほかに、1階にはレファレンスデスクが、2階にはそうだんデスクが置かれ、レファレンスサービスを提供している。

### 分館・公民館図書室
| 碧南市の図書館等施設 | 碧南市の図書館等施設             | 碧南市の図書館等施設 | 碧南市の図書館等施設      | 碧南市の図書館等施設 | 碧南市の図書館等施設  |
| 分類                 | 名称                             | 所在地               | 開館日                    | 延床面積             | 蔵書数 （2016年度末） |
| -------------------- | -------------------------------- | -------------------- | ------------------------- | -------------------- | --------------------- |
| 本館                 | 碧南市民図書館                   | 鶴見町1丁目70番地1   | 1993年7月17日             | 4,327.11m2           | 426,760冊             |
| 分館                 | 碧南市民図書館南部分館           | 塩浜町7丁目135番地   | 1991年7月2日              | 486.00m2             | 51,419冊              |
| 分館                 | 碧南市民図書館中部分館           | 源氏神明町2番地      | 1995年7月1日              | 1,202.98m2           | 64,052冊              |
| 公民館 図書室        | 新川公民館図書室                 | 新川町2丁目1番地1    | 1981年4月13日             | 59.20m2              | 計9,887冊             |
| 公民館 図書室        | 中部公民館図書室                 | 向陽町3丁目48番地    | 1986年4月1日              | 31.14m2              | 計9,887冊             |
| 公民館 図書室        | 大浜公民館図書室                 | 中町1丁目53番地      | 1982年4月2日              | 20.52m2              | 計9,887冊             |
| 公民館 図書室        | 棚尾公民館図書室                 | 汐田町2丁目28番地    | 不明 1999年2月2日（新築） | 49.64m2              | 計9,887冊             |
| 公民館 図書室        | 鷲塚公民館図書室                 | 旭町2丁目66番地      | 1983年4月1日              | 18.95m2              | 計9,887冊             |
| 公民館 図書室        | 日進公民館図書室                 | 日進町2丁目92番地    | 1984年1月5日              | 21.79m2              | 計9,887冊             |
| 公民館 図書室        | 農業者コミュニティセンター図書室 | 神田町2丁目6番地     | 1986年1月8日              | 73.52m2              | 計9,887冊             |

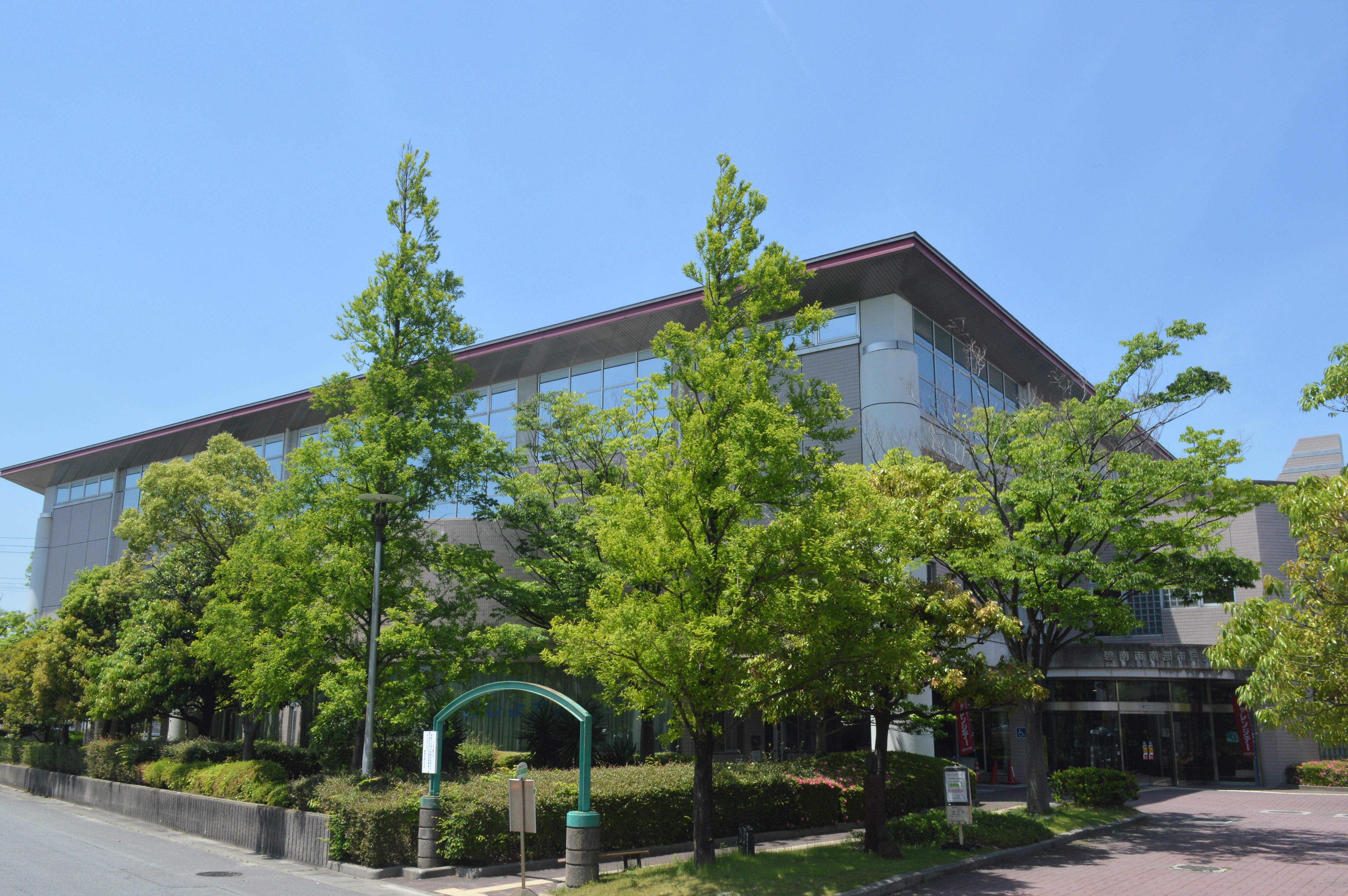
碧南市民図書館南部分館が入っている南部市民プラザ

1976年以前の図書館等施設は碧南市立図書館しかなかったが、1976年（昭和51年）4月1日には住吉町の浜尾公民館に、碧南市初となる貸出文庫を開設した。その後は1978年（昭和53年）7月24日に半崎町の西端公民館に、1979年（昭和54年）10月1日に汐田町の棚尾公民館に、1981年（昭和56年）4月13日に新川町の新川公民館に、1982年（昭和57年）4月2日に中町の大浜公民館に、1983年（昭和58年）4月1日に旭町の鷲塚公民館に、1984年（昭和59年）1月5日に日進町の日進公民館に、1986年（昭和61年）4月に向陽町の中部公民館に、1987年（昭和62年）1月8日に神田町の農業者コミュニティセンターに貸出文庫を開設している。各公民館で館外貸出を行えるようにし、その蔵書は定期的に入れ替えている。
碧南ロータリークラブによって寄贈された移動図書館車「ロータリー号」を用いて、1970年（昭和45年）7月8日には市内28か所のステーションを月1回巡回する移動図書館サービスを開始した。1976年以後に公民館の貸出文庫の開設を進めた結果、1984年（昭和59年）6月20日には移動図書館サービスを廃止している。1993年（平成5年）9月1日には公民館図書室のコンピュータシステムを稼働させ、貸出文庫の公民館図書室としての管理を開始した。
1991年（平成3年）7月2日には、塩浜町の南部市民プラザに初の分館である碧南市民図書館南部分館を設置した。へきなん芸術文化村の碧南市民図書館開館後、源氏神明町の旧館は1994年（平成6年）9月22日から1995年（平成7年）3月27日まで改修工事を行い、1995年7月1日に碧南市民図書館中部分館として開館した。

## 特別コレクション
- 豆本
2007年（平成19年）4月には豆本の収集を開始した[26]。名古屋タイムス社長の亀山巌が発行した「名古屋豆本」、サントリーが発行した「洋酒マメ天国」、凸版印刷が発行した「マイクロブック」、福井の郷土史家である佐々木了や青木隆が発行した「えちぜん豆本」、神田神保町のいなほ書房店主の星田宏治が発行した「珈琲豆本」などがあり、いずれも地下書庫で所蔵している[28]。「名古屋豆本」など一部の豆本は館外貸出可能である[28]。
- 「近藤坦平 旧所蔵本」
碧海郡鷲塚村（後の旭村、現・碧南市）出身の医師である近藤坦平は、江戸や長崎で医学を学んで蘭方医となった[29]。28歳だった1872年（明治5年）に病院である「洋々堂」（後に洋々医館と改称）を、同年に医学校である「密峰義塾」を設立した[29]。「密峰義塾」は東海地方唯一の西洋医学塾であり、愛知医学校（現・名古屋大学医学部）に先駆けて西洋医学を教えた[30]。近藤は碧海郡の地域医療に尽力し[29]、多くの患者が訪れた鷲塚村は「洋々医館」の町として知られた[30]。碧南市民図書館は近藤の蔵書をコレクションしている[28]。